# Unidentified Flying Object (album)
Unidentified Flying Object – debiutancki album studyjny brytyjskiego zespołu UFO, wydany w październiku 1970.

## Lista utworów
| 1.  | „Unidentified Flying Object” (Pete Way/Phil Mogg/Andy Parker/Mick Bolton) | 2:19  |
|     |                                                                           |       |
| 2.  | „Boogie For George” (Pete Way/Phil Mogg/Andy Parker/Mick Bolton)          | 4:16  |
|     |                                                                           |       |
| 3.  | „C'mon Everybody” (Cochran, Capehart)                                     | 3:12  |
|     |                                                                           |       |
| 4.  | „Shake It About” (Pete Way/Phil Mogg/Andy Parker/Mick Bolton)             | 3:47  |
|     |                                                                           |       |
| 5.  | „(Come Away) Melinda” (Hellerman, Minkoff)                                | 5:04  |
|     |                                                                           |       |
| 6.  | „Timothy” (Pete Way/Phil Mogg/Andy Parker/Mick Bolton)                    | 3:28  |
|     |                                                                           |       |
| 7.  | „Follow You Home” (Pete Way)                                              | 2:13  |
|     |                                                                           |       |
| 8.  | „Treacle People” (Mick Bolton)                                            | 3:23  |
|     |                                                                           |       |
| 9.  | „Who Do You Love” (Ellas McDaniel)                                        | 7:49  |
|     |                                                                           |       |
| 10. | „Evil” (Pete Way)                                                         | 3:27  |
|     |                                                                           |       |
|     |                                                                           | 38:58 |
|     |                                                                           |       |

## Single
- "Shake It About" / "Evil" (1970)
- "(Come Away) Melinda" / "Unidentified Flying Object" (1970)
- "Boogie For George" / "Treacle People" (1970)
- "C'mon Everybody" / "Timothy" (1970)
- "Boogie For George" / "Follow You Home" (1971)

## Twórcy
- Phil Mogg – śpiew
- Mick Bolton – gitara
- Pete Way – gitara basowa
- Andy Parker – perkusja